# Вобарно
Вобарно (итал. Vobarno) је насеље у Италији у округу Бреша, региону Ломбардија.
Према процени из 2011. у насељу је живело 5395 становника. Насеље се налази на надморској висини од 254 м.

## Становништво
| 1951. | 1961. | 1971. | 1981. | 1991. | 2001. | 2011. |
| ----- | ----- | ----- | ----- | ----- | ----- | ----- |
| 7.566 | 7.961 | 7.515 | 7.579 | 7.479 | 7.477 | 8.150 |